# Engelhard von Dolling
Engelhard von Dolling (mort le 4 mai 1261 à Mayence) est prince-évêque d'Eichstätt de 1246 à sa mort.

## Biographie
Engelhard est issu de la famille von Dolling, dont le nom a pour variantes Tolling, Tollingen, Tullinga ou Tollenggen. Le siège est maintenant à Oberdolling.
Engelhard von Dolling est chanoine d'Eichstatt depuis 1230. Le chanoine Reinboto de Tollenggen, en fonction en 1231, est considéré comme son frère. En tant qu'évêque, il revendique des privilèges sur les revendications de Mayence. Il pose les bases du chœur Willibald de la cathédrale d'Eichstätt.
L'évêque de Mayence Werner d'Eppstein (de) est chargé par le pape Alexandre IV de tenir un synode provincial qui se préoccupe principalement de l'empire en pleine expansion de l'Empire mongol et des dangers qu'il représente. Début mai 1261, le synode a finalement lieu à Mayence. Engelhard von Dolling meurt lors du synode. Sur la base de l'évaluation d'un nécrologue inconnu, on suppose aujourd'hui que l'évêque est enterré d'abord dans la cathédrale de Mayence et transféré plus tard à Eichstätt.